# Ondřej Zemina
Ondřej Zemina (* 13. října 1963 Praha) je bývalý český politik, v 90. letech 20. století poslanec České národní rady a Poslanecké sněmovny za ODS.

## Biografie
Vystudoval Právnickou fakultu Univerzity Karlovy. Pak pracoval v akademii věd a následně byl právníkem v podniku Mitas Praha. Zde v listopadu 1989 spoluzakládal místní Občanské fórum. V roce 1991 se stal členem Občanské demokratické strany.
Ve volbách v roce 1992 byl zvolen do České národní rady za ODS (volební obvod Praha).
Od vzniku samostatné České republiky v lednu 1993 byla ČNR transformována na Poslaneckou sněmovnu Parlamentu České republiky. Zde mandát obhájil ve volbách v roce 1996. V letech 1992-1996 zasedal v ústavněprávním výboru, v letech 1993-1996 byl též místopředsedou mandátového a imunitního výboru. V období let 1996-1997 byl členem mandátového a imunitního výboru, výboru pro obranu a bezpečnost a výboru pro vědu, vzdělání, kulturu, mládež a tělovýchovu. Ve sněmovně se profiloval jako odborník na mediální tematiku. Prosazoval snižování podílu reklamního času v České televizi, kritizoval hospodaření ČT a podporoval vznik soukromých televizních stanic. V lednu 1997 ovšem rezignoval na poslanecký mandát v rámci širší aféry několika zákonodárců, u nichž se zjistilo, že neoprávněně používali titul JUDr., ačkoliv nesložili rigorózní zkoušky. Na poslaneckém postu ho nahradil Tomáš Kladívko.
V roce 1997 se uvádí jako prezident nadace Demokracie a rozvoj, zaměřené na podporu dětských domovů a opuštěných dětí. Byl ženatý, měl syna.